# Elizabeth Benger
Elizabeth Ogilvy Benger (* 6. Februar 1777 in Wells, Somerset; † 9. Januar 1827 in London) war eine englische Biografin, Romanautorin und Dichterin.

## Leben
Benger war die Tochter von John Benger oder Benjey und seiner Frau Mary, geborene Long. Ihr Vater war ein Händler in Wells. Er wurde 1782 Zahlmeister der Royal Navy, und die Familie lebte bis 1797 hauptsächlich in Chatham, Kent. Laut ihrer Schriftstellerkollegin, Lucy Aikin, zeigte Benger schon früh „Eifer für Wissen und Leidenschaft für Literatur“. Im Alter von zwölf Jahren erhielt sie die Erlaubnis, eine örtliche Jungenschule zu besuchen, um Latein zu lernen, und im folgenden Jahr wurde mit Unterstützung ihres Vaters ein erstes ihrer Gedichte veröffentlicht, The Female Geniad. Darin werden Theologinnen, Gelehrte und Predigerinnen wie Cassandra Fedele, Isabella Roser, eine Issona von Verona und die Heilige Cornelia als historische Frauen vorgestellt, die die Zeitgenossen inspirieren sollten. Dem Gedicht geht eine damals übliche apologetische Vorrede voraus, die mit großer Raffinesse Unschuld beteuert, aber ihre Wortwahl in Vorrede und im Gedicht selbst „ist eine Stimme der kulturellen Autorität“.
Nach dem Tod des Vaters 1796 zog die Familie verarmt nach Devizes, Wiltshire, und 1802 nach London, wo Benger trotz ihrer wirtschaftlichen Lage und aufgrund ihrer temperamentvollen Persönlichkeit die Bekanntschaft diverser literarischer Persönlichkeiten machte. Dazu gehörten die Schriftstellerinnen Jane und Anna Maria Porter und die Dichterin Caroline Champion de Crespigny, eine ehemalige Geliebte von Lord Byron. Später lernten sie John Aikin und seine Tochter Lucy, die Dichterin und Kinderbuchautorin Anna Laetitia Barbauld, Sarah Wesley, die Schriftstellertochter des bekannten Methodisten Charles Wesley, und die Schriftstellerin und Schauspielerin Elizabeth Inchbald kennen. Dabei Auf Charles und Mary Ann Lamb sowie auf den Tagebuchschreiber Henry Crabb Robinson machte sie mit ihrem Enthusiasmus für literarische Berühmtheiten einen weniger guten Eindruck. Letzterer beschrieb sie als ludicrously fidgety („lächerlich hibbelig“).
Elizabeth wollte Dramatikerin werden, hatte aber keinen Erfolg und wandte sich bald der Poesie mit einer sozialen Botschaft zu. The Abolition of the Slave Trade („Die Abschaffung des Sklavenhandels“) erschien 1809, zusammen mit Versen von James Montgomery und James Grahame zum selben Thema. Es folgten zwei Romane, Marian (1812) und The Heart and the Fancy, or Valsinore (1813) von denen der zweite auch ins Französische übersetzt wurde.
Später wandte sie sich der Sachliteratur zu, indem sie einen Band mit Briefen von Friedrich Gottlieb Klopstock aus dem Deutschen übersetzte und einführte,Klopstock and his friends. A series of familiar letters, written between the years 1750 and 1803 (1814) und zwischen 1818 und 1825 kompetentes biografisches Material über die Schriftstellerin Elizabeth Hamilton, Memoirs of the late Mrs. Elizabeth Hamilton. With a selection from her correspondence, and other unpublished writings (1818), den Dramatiker John Tobin, Memoirs of John Tobin … With a selection from his unpublished writings (1820), Elisabeth Stuart, Memoirs of Elizabeth Stuart, Queen of Bohemia, daughter of King James the First. Including sketches of the state of society in Holland and Germany, in the 17th century (1825), Anne Boleyn, Memoirs of the Life of Anne Boleyn, Queen of Henry VIII (1821), und Maria Stuart, Memoirs of the Life of Mary Queen of Scots (1823), verfasste und zusammenstellte. Danach begann ihre Gesundheit zu schwächeln. Als sie am 9. Januar 1827 starb, sammelte sie gerade Material für ein Leben Heinrichs IV. von Frankreich.